# خزان تجميع

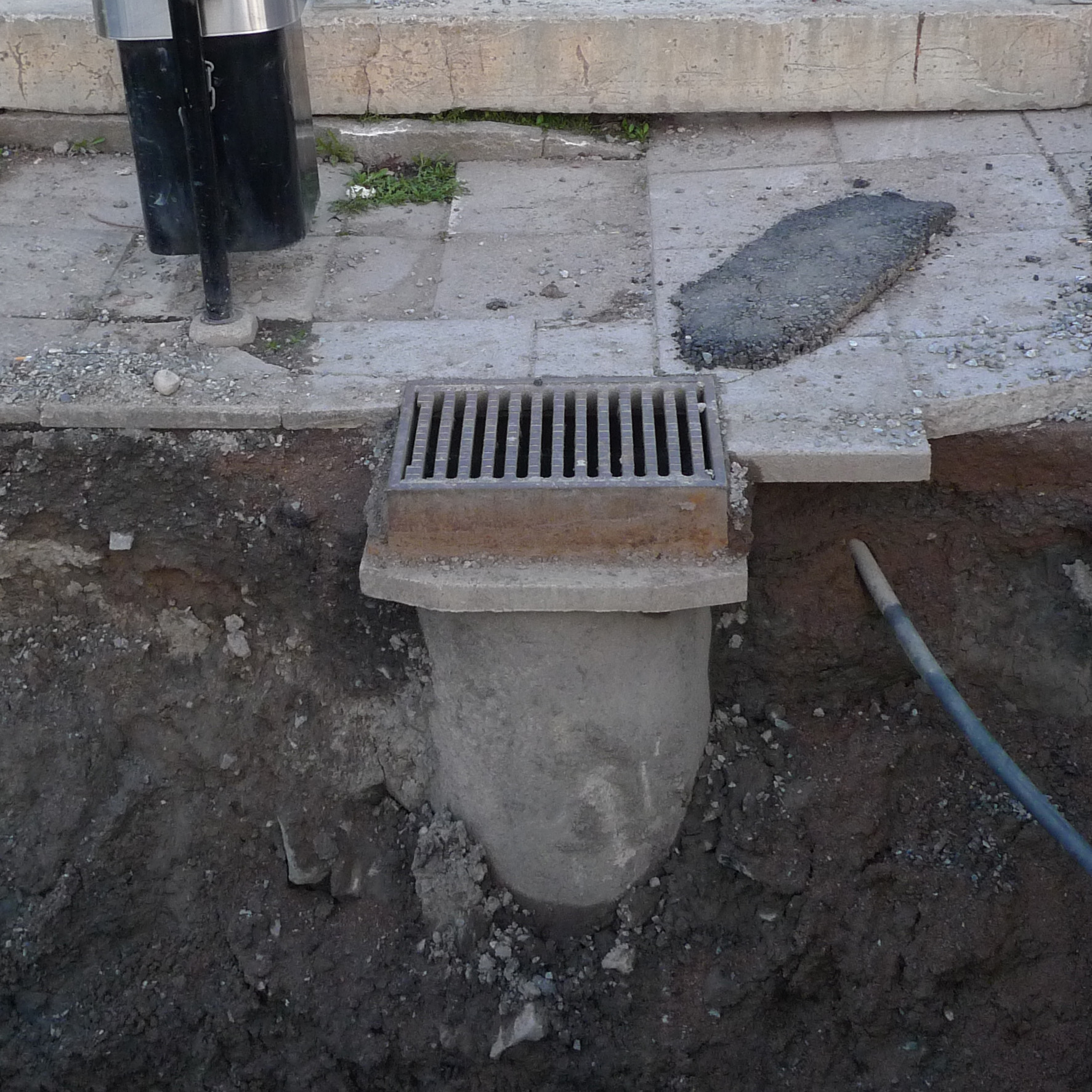
خزان تجميع

خزان التجميع هو خزان ببنية تقليدية لاستقبال وتجميع مياه الأمطار الفائضة التي تسقط في الشوارع ومواقف السيارات. ويشمل ذلك المدخل، والمنخفض، والمخرج، ويوفر الحد الأدنى من إزالة المواد الصلبة العالقة. في معظم الحالات يوجد غطاء أو آلية تمكن من فصل الزيوت والشحوم من مياه الأمطار. يتم التمييز بين نظام أحواض التجميع ونظام الصرف السطحي الذي له مداخل، ولكن لا يحتوي على منخفض تجميع أو أغطية لفصل المواد الذهنية.